# Krisztina Garda
Krisztina Garda, född 16 juli 1994 i Budapest, är en ungersk vattenpolospelare.
Garda tog VM-brons i samband med världsmästerskapen i simsport 2013 i Barcelona. Hon var med om att ta EM-guld i Belgrad 2016 och hon deltog i vattenpoloturneringen vid olympiska sommarspelen 2016.
Garda gjorde 10 mål när Ungerns damlandslag i vattenpolo tog EM-brons i Budapest 2020 och hon ingick i det ungerska landslag som tog brons i vattenpoloturneringen vid olympiska sommarspelen 2020.
Garda tog VM-silver i samband med världsmästerskapen i simsport 2022 i Budapest.